# Огут
Огут (на македонска литературна норма: Огут) е село в Северна Македония, в община Крива паланка.

## География
Селото е разположено в западното подножие на планината Чупина, северно от общинския център Крива паланка.

## История
В края на XIX век Огут е българско село в Кривопаланска каза на Османската империя. Според статистиката на Васил Кънчов („Македония. Етнография и статистика“) от 1900 година Огут е населявано от 980 жители българи християни и 50 цигани.
Цялото християнско население на селото е под върховенството на Българската екзархия. По данни на секретаря на екзархията Димитър Мишев („La Macédoine et sa Population Chrétienne“) в 1905 година в Огут има 984 българи екзархисти и функционира българско училище. През ноември 1905 година селото (общо 125 къщи) е принудено от сръбската пропаганда да се откаже от Екзархията и е обявено за сръбско, но през 1909 година по-голямата част на Огут отново става екзархийска.
През октомври 1910 година селото пострадва по време на обезоръжителната акция на младотурците. Паланечкият каймакамин посещава Огут и кара селяните отново да станат патриаршисти.
При избухването на Балканската война в 1912 година 1 човек от селото е доброволец в Македоно-одринското опълчение.
По време на Първата световна война Огут има 792 жители.
По време на българското управление в Македония през Втората световна война от партизани е убит кметският наместник Мите Станисов Якимов. Същите са изгорели къщата на това българско семейство и са оставили съпругата и единственото ѝ дете без дом.
Според преброяването от 2002 година селото има 152 жители.
| Националност     | Всичко |
| северномакедонци | 147    |
| албанци          | 0      |
| турци            | 0      |
| роми             | 0      |
| власи            | 0      |
| сърби            | 5      |
| бошняци          | 0      |
| други            | 0      |

## Личности
Родени в Огут
- Гоце Величковски (р. 1970), северномакедонски политик, кмет на община Росоман
- Георги Алексов Стаменков, кметски наместник в периода на българското управление 1941-1944 година.[9]
- Мите Станисов Якимов, кметски наместник убит от партизаните, същите са изгорили цялата покъщнина и къщата 1943 година.[9]